# Harry Bild
Harry Bild (Växjö, 1936. december 18. – 2025. január 16.) válogatott svéd labdarúgó, csatár, az év svéd labdarúgója (1963).

## Pályafutása

### Klubcsapatban
1956 és 1964 között az IFK Norrköping labdarúgója volt, ahol négy bajnok címet szerzett. Az 1956–57-es idényben bajnoki gólkirály lett 19 góllal. 1963-ban az év svéd labdarúgójának választották. 1964–65-ben a svájci FC Zürich, 1965 és 1967 között a holland Feyenoord játékosa volt. 1968 és 1973 között az Östers IF csapatában szerepelt és bajnoki címet szerzett.

### A válogatottban
1957 és 1968 között 28 alkalommal szerepelt a svéd válogatottban és 13 gólt szerzett.

## Sikerei, díjai
- Az év svéd labdarúgója (1963)

 IFK Norrköping
- Svéd bajnokság
  - bajnok (4): 1956–57, 1960, 1962, 1963
  - gólkirály: 1956–57 (19 góllal)

 Östers IF
- Svéd bajnokság
  - bajnok: 1968